# François Vatel

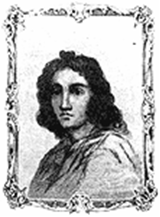
François Vatel, anonieme gravure

François Vatel (Doornik, 17 januari 1631 - Chantilly, 24 april 1671) was een Franse maître d'hotel en intendant. In dienst van Nicolas Fouquet verzorgde hij in 1661 het grote openingsfeest van het Kasteel van Vaux-le-Vicomte; hij is vooral bekend geworden doordat hij zich in dienst van Condé, tijdens diens grote feest in het kasteel van Chantilly, suicideerde.

## Biografie
Vatel ondertekende zelf altijd met de naam Fritz Karl Watel, hij werd in 1631 (zeer waarschijnlijk op 17 januari) geboren in Doornik en was van Zwitserse afkomst. Zijn vader was een kleine boer of landarbeider. Afgezien van een vermelding als opperman is er verder  niets met zekerheid over hem bekend tot hij vanaf 1656 als maître d'hotel in dienst blijkt te zijn van Nicolas Fouquet.

### Gewilde intendant van de rijken
Deze laatste verklaarde tijdens zijn latere proces dat Vatel zijn belangrijkste bediende was en een deel van de uitgaven en andere huishoudelijke zaken beheerde, wat neerkwam op de functie van intendant.

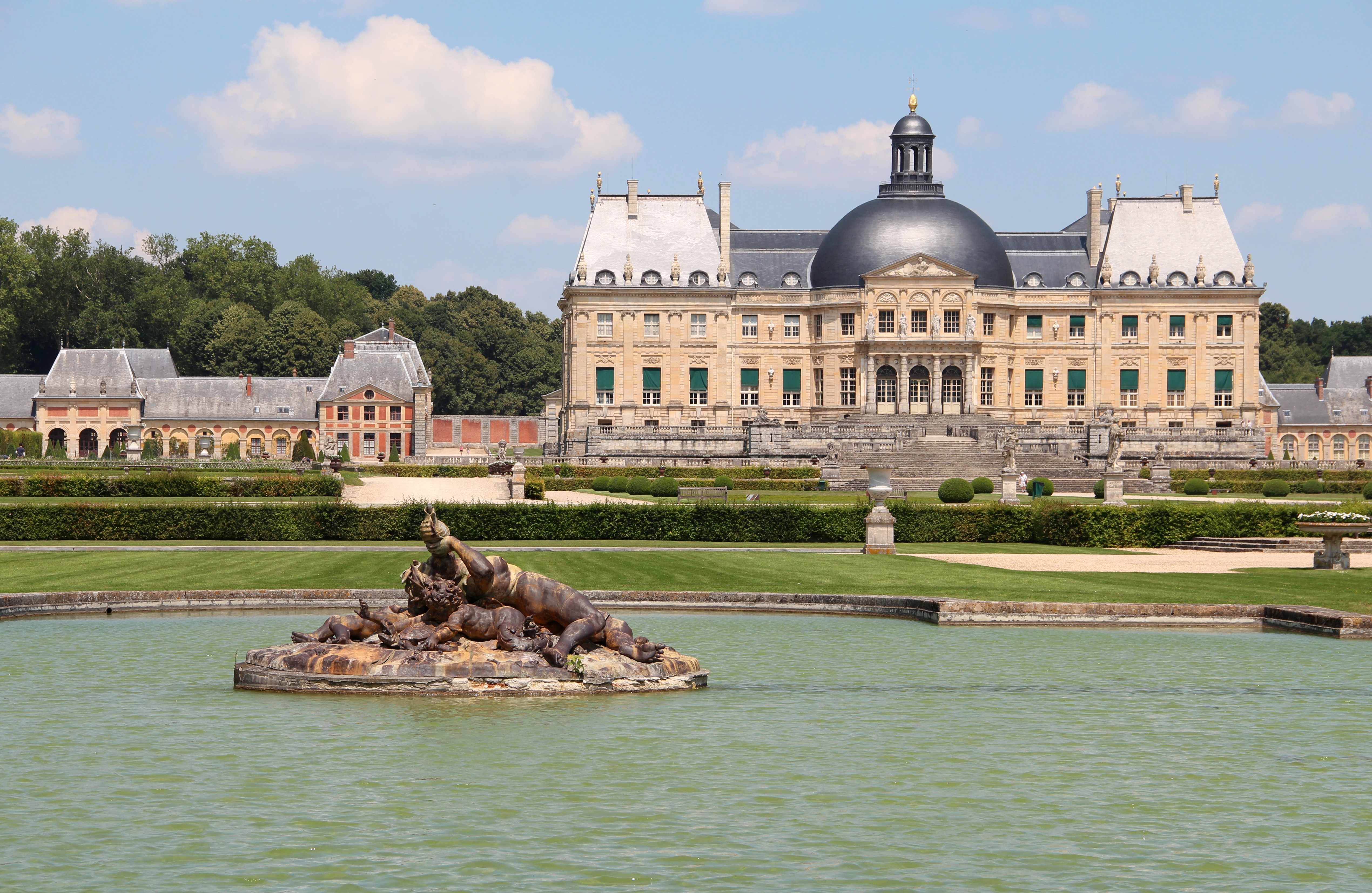
Kasteel van Vaux-le-Vicomte te Maincy

Niet wetende dat er in mei al was besloten hem te arresteren en veroordelen gaf Fouquet op 17 augustus 1661 in het kasteel van Vaux-le-Vicomte een buitengewoon groot feest voor koning Lodewijk XIV, de koningin-moeder en de hele hofhouding. Vatel had de leiding over een vijfgangendiner voor meer dan 2000 personen aan tachtig tafels, met gouden vaatwerk voor de aanzienlijkste gasten en zilver voor de rest van het hof. Een orkest van vierentwintig violen onder leiding van Lully speelde er diens muziek en het komische ballet Les Fâcheux, dat Lully samen met Molière speciaal voor die gelegenheid had geschreven.
Nog geen drie weken later, op 5 september, werd Fouquet in Nantes door d'Artagnan gearresteerd; na zijn proces werd zijn vonnis van levenslange verbanning door de koning omgezet in levenslange gevangenisstraf. Gezien zijn functie werd Vatel na de arrestatie van Fouquet eveneens verdacht van betrokkenheid bij diens veronderstelde malversaties en vluchtte daarom naar Engeland, waar om dezelfde reden Saint-Évremond verbleef. De eveneens voortvluchtige Gourville zocht hen daar in 1663 op, Vatel is samen met deze laatste teruggereisd naar Brussel. Vermoedelijk was zijn vlucht trouwens overbodig, aangezien Lodewijk XIV alle kundige medewerkers van Fouquet zelf in dienst wou nemen voor het kasteel van Versailles.
In 1665 was hij in dienst van "Monsieur", de broer van de koning, hij voerde het financiële beheer over de écuries (rijtuigen- en paardenstallen). Eind 1667 begon hij, mogelijk door toedoen van Gourville, in diezelfde functie bij de prins van Condé en werd er na enkele maanden verantwoordelijk voor alles wat met de voeding te maken had ("contrôleur officiel de la bouche").
Van 13 tot 17 oktober 1669 organiseerde hij, samen met Gourville, in Chantilly de ontvangst van de afgetreden koning Jan II Casimir van Polen (die vervolgens abt werd in Saint Germain-des-Prés).

### Feest voor de koning op Chantilly

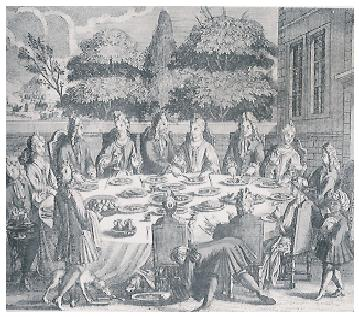
Voorbereiding maaltijd door Vatel, tekening in het Musée Condé, Chantilly, 1671

In 1671 verzorgde Vatel een meerdere dagen durend feest op het Kasteel van Chantilly, dat werd gegeven door Lodewijk II van Bourbon-Condé. Deze was een "prins van den bloede" die grote overwinningen had geboekt in de Frans-Spaanse Oorlog (1635-1659); nadat hij de laatste jaren van de Fronde echter de leiding van de opstand had was hij tegen Frankrijk blijven vechten aan de kant van Spanje. Maar in 1659, bij de Vrede van de Pyreneeën, verzoende hij zich weer met de koning. Het was al jarenlang de bedoeling dit met een groot feest te vieren, bovendien hoopte hij op basis van zijn eerdere grote overwinningen nu het opperbevel van de geplande Franse veldtocht tegen de Republiek der Nederlanden te krijgen.
De koning kwam met de koningin, "Monsieur" en opnieuw de hele hofhouding. Condé en Vatel waren pas twee weken tevoren van hun komst en aantal op de hoogte gebracht. Voor het huisvesten van de vele gasten werd ook gebruik gemaakt van woningen om het kasteel terwijl de maaltijden plaatsvonden in gebouwen op het terrein en in tenten die op de grasvelden waren opgezet. Vatel had de leiding over 300 à 500 personeelsleden.

### Incidenten en zelfmoord
Ook al was het feest een succes, toch ging er zoveel mis dat Vatel in de tweede nacht zelfmoord pleegde. De schrijfster Madame de Sévigné vertelde in een van haar beroemdste brieven wat er mis ging, hoewel ze zelf toen bij hertog de La Rochefoucauld verbleef en het verhaal van een ander, Alphonse de Moreuil, vernam.

Op de eerste avond kwamen er meer gasten dan verwacht (hoewel Madame de Sévigné het over vijfentwintig tafels heeft - de Gazette van 8 mei 1671 noemt het aantal van zestig - schatten de meeste bronnen het aantal gasten eveneens op 2000 à 3000), waardoor er niet genoeg wild was en twee tafels het zonder moesten stellen. Vatel zei dat hij al twaalf nachten niet had geslapen en zijn eer verloren had. Gourville spande zich in om hem op te beuren, maar gaf het op den duur op; en Condé zocht hem op in zijn kamer om hem te verzekeren dat hij alles goed vond verlopen. Later die avond werd er vuurwerk afgestoken maar dit was door het nevelige weer nauwelijks zichtbaar. Ook was er een incident met een zingende castraat die in een strijdwagen aan touwen over de gasten werd getrokken. Volgens de overlevering raakte hierbij een medewerker verstrengeld tussen de touwen waarmee het gevaarte door paarden omhoog werd gehouden. De man overleefde dit niet. De koning en de gasten merkten overigens nauwelijks iets van dit voorval, dat achter de schermen plaatsvond.

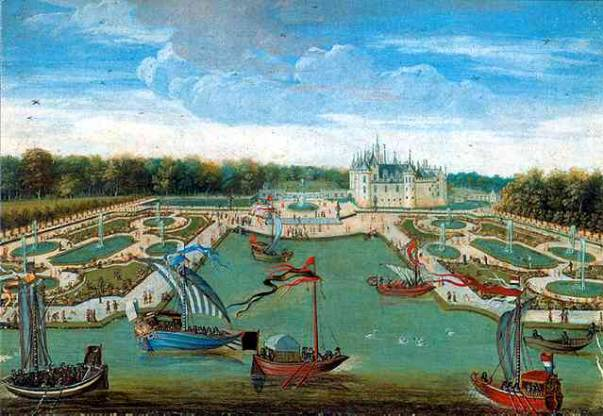
Kasteel van Chantilly rond 1680, schilderij in het Musée Condé

Vervolgens bleek er echter voor de volgende avond niet genoeg vis geleverd te zijn. Vatel had ervoor gekozen geen vis uit de rivieren maar uit zee te serveren en had in meerdere havens vis besteld; op de voorziene tijd vrijdagochtend kwam echter slechts één leverancier opdagen en de levering was bij lange na niet genoeg. Vatel kon deze nieuwe tegenslag niet verwerken. Gourville (die overigens nooit een kwaad woord over Zijne Hoogheid sprak) en Madame de Sévigné vermelden het niet, maar zowel volgens Roger de Bussy-Rabutin als Mademoiselle de Montpensier, die beiden wel op het feest waren, is Condé nu wel woedend uitgevallen tegen zijn zwaar overbelaste intendant.
Na nog wat wachten trok Vatel zich terug op zijn kamer, klemde een rapier in de deur en doorboorde zichzelf met drie steken in de buik waarna hij stierf. Vrij snel na zijn dood kwamen toch nog meerdere leveranciers opdagen. Vatel werd gevonden door een hoveling die hem wou vertellen dat er nu genoeg vis was. Hierdoor werd ook het laatste diner een succes. De gasten reageerden verdeeld op het nieuws van Vatel's dood. Condé reageerde heel emotioneel. Een deel van de gasten loofde de overledene, anderen keurden zijn daad af - het religieuze (en wettelijke) verbod op zelfmoord had er ook moeten toe leiden dat hij niet in gewijde grond werd begraven, maar Gourville zorgde ervoor dat dit toch gebeurde, op het kerkhof van Vineuil-Saint-Firmin.
Het feest werd voortgezet en op zaterdag 25 april vertrok de koning naar Frans-Vlaanderen om daar zijn troepen te inspecteren.
Roger de Bussy-Rabutin concludeert naar aanleiding van Vatels zelfmoord: "Het is dus waar dat de hoop het enige bezit is van degenen die niets meer hebben".
Condé kreeg inderdaad het opperbevel bij de aanvang van de Hollandse Oorlog maar raakte al snel, in de slag bij Tolhuis, gewond zodat het commando werd overgedragen aan maarschalk Turenne.

## Populaire cultuur en mythes
Door de tragische omstandigheden van zijn dood zijn er, met name in de 19e eeuw, mythes rond Vatel ontstaan en is men hem vooral gaan zien als kok in plaats van als maître d'hotel of intendant. Hierdoor zijn meerdere horeca-opleidingen naar hem genoemd. Op culinaire sites bestaat de neiging om veel van de Franse eetcultuur aan Vatel toe te schrijven. De "service à la française", het tegelijkertijd opdienen van alle gerechten, was gebruikelijk ten tijde van Lodewijk XIV en werd daarom ook door Vatel toegepast, maar er is verder geen direct verband met hem.
Het feest wordt vaak voorgesteld alsof het drie dagen duurde, het begon op donderdag met een jachtpartij en eindigde op zaterdag, zodat het gezelschap in feite twee nachten in Chantilly verbleef en er "slechts" twee diners waren (maar ook ontbijt en lichtere maaltijden, "collations").

### Crème Chantilly

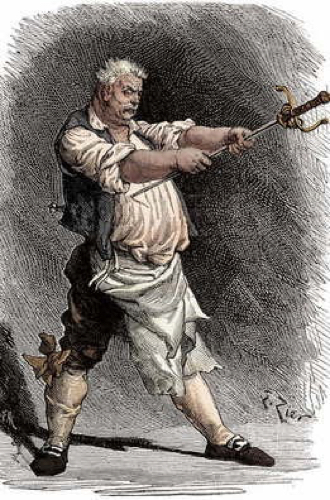
Suïcide van François Vatel, 19e-eeuwse voorstelling.

Eveneens volkomen ten onrechte wordt beweerd dat Vatel ter gelegenheid van dit feest de "Crème Chantilly", opgeklopte (geslagen) room met vanille, zou hebben uitgevonden. De verslagen van het feest, waaronder ook dat van de Italiaanse hofontwerper Carlo Vigarani en het uitvoerige verslag in de Gazette, maken daarvan geen melding. Het recept voor slagroom was toen al meer dan een eeuw in West-Europa bekend: het oudste recept "om een bordvol sneeuw te maken - to make a dyschefull of snowe" is teruggevonden in A Proper Newe Booke of Cokerye uit 1545, terwijl Rabelais in 1532 in Pantagruel al "neige de crème" vermeldt. Slagroom met vanille, onder de naam "Crème Chantilly", duikt pas eind achttiende eeuw voor het eerst op.

### Ongelukkige liefde
Roland Joffé maakte in 2000 de film Vatel, met in de hoofdrol Gérard  Depardieu. Hierin wordt hij vooral als kok ten tonele gevoerd en wordt de aanleiding tot zijn wanhoopsdaad geromantiseerd als was deze het gevolg van een ongelukkige liefde.
Ook Dabadie noemde dit in 1859 als het motief

### Theater en literatuur
Alexandre Dumas père voert hem ten tonele als een van de personages in De burggraaf van Bragelonne (1847), het derde deel in de serie over De drie musketiers, hij laat zich in 1873 in zijn Grand Dictionnaire de cuisine afkeurend uit (postuum) over het noodlottige beleid van Vatel en gaat er daarbij ten onrechte van uit dat men destijds in Frankrijk de vis al op ijs bewaarde.
Scribe en Mazères schreven in 1825 een vaudeville over hem.
Ook in de Nederlandse literatuur is Vatel veelvuldig een inspiratiebron geweest.
Adriaan Venema geeft in zijn boek De laatste uren een gefantaseerde voorstelling (namelijk dat hij zich in de keuken impulsief in een mes wierp) van Vatels dood. Jeroen Brouwers vermeldt dit in De laatste deur: zelfmoord in de Nederlandstalige letteren.